# Schijnkraagroos
De schijnkraagroos (Rosa inodora, synoniem:  Rosa elliptica subsp. inodora) is een struik die behoort tot de rozenfamilie (Rosaceae). De soort komt van nature voor in Noord-Europa. De schijnkraagroos staat op de Nederlandse Rode lijst van planten als zeer zeldzaam en stabiel of toegenomen. Het aantal chromosomen is 2n = 42.
De struik wordt tot 1-2,5 m hoog. Op de takken zitten sterke haakvormige stekels. De bloeistengels kunnen stekelloos zijn. De wigvormige bladeren zijn vijf- tot zevendelig geveerd met elliptische deelblaadjes. Op de achterkant van de blaadjes zitten klierharen.
De schijnkraagroos bloeit in juni en juli met witte bloemen, die lichtroze verkleuren. De kelkbladen staan voor de bloei naar beneden, na de bloei horizontaal en vallen later af. De bloemsteel heeft geen klierharen. De stempel is aan de bovenkant meestal behaard.
De rode rozenbottel is een bloembodem met daarin de nootjesachtige vruchten. De steel van de rozenbottel heeft geen klierharen. De stijlopening op de vrucht is ongeveer 1 mm groot.